# Ringer-Weltmeisterschaften 2024
Die Ringer-Weltmeisterschaften 2024 wurden vom 28. bis 31. Oktober in der albanischen Hauptstadt Tirana ausgetragen. Austragungsort der Wettkämpfe war der Parku Olimpik Tirana. 

## Ergebnisse

### Männer Freistil
| Disziplin | Gold                   | Silber             | Bronze                       |
| --------- | ---------------------- | ------------------ | ---------------------------- |
| 61 kg     | Masanosuke Ono         | Ahmet Duman        | Tseveensürengiin Tsogbadrakh |
| 61 kg     | Masanosuke Ono         | Ahmet Duman        | Vito Arujau                  |
| 70 kg     | Nurkozha Kaipanov      | Yoshinosuke Aoyagi | Inalbek Scherijew            |
| 70 kg     | Nurkozha Kaipanov      | Yoshinosuke Aoyagi | Abdulmazhid Kudiev           |
| 79 kg     | Awtandil Kentschadse   | Magomed Magomajew  | Mohammad Nokhodi             |
| 79 kg     | Awtandil Kentschadse   | Magomed Magomajew  | Achsarbek Gulajew            |
| 92 kg     | Abdulraschid Sadulajew | Mirian Maissuradse | David Taylor                 |
| 92 kg     | Abdulraschid Sadulajew | Mirian Maissuradse | Batyrbek Zakulow             |

### Männer, Griechisch-römisch
| Disziplin | Gold               | Silber               | Bronze            |
| --------- | ------------------ | -------------------- | ----------------- |
| 61 kg     | Eldaniz Azizli     | Pouya Dadmarz        | Denis Mihai       |
| 61 kg     | Eldaniz Azizli     | Pouya Dadmarz        | Emin Seferschajew |
| 70 kg     | Nihat Məmmədli     | Yerzhet Zharlykassyn | Karen Aslanjan    |
| 70 kg     | Nihat Məmmədli     | Yerzhet Zharlykassyn | Sadyk Lalaev      |
| 79 kg     | Ülvi Qənizadə      | Ibrahim Ghanem       | Ali Arsalan       |
| 79 kg     | Ülvi Qənizadə      | Ibrahim Ghanem       | Otar Abuladse     |
| 92 kg     | Mohammadali Geraei | Erik Szilvássy       | Ahmet Yılmaz      |
| 92 kg     | Mohammadali Geraei | Erik Szilvássy       | Gela Bolkwadse    |

### Frauen, Freistil
| Disziplin | Gold         | Silber                  | Bronze             |
| --------- | ------------ | ----------------------- | ------------------ |
| 55 kg     | Moe Kiyooka  | Zhang Jin               | Tatiana Debien     |
| 55 kg     | Moe Kiyooka  | Zhang Jin               | Iryna Kuratschkina |
| 59 kg     | Risako Kinjo | Sükheegiin Tserenchimed | Mansi Ahlawat      |
| 59 kg     | Risako Kinjo | Sükheegiin Tserenchimed | Elena Brugger      |
| 65 kg     | Long Jia     | Kateryna Selenych       | Macey Kilty        |
| 65 kg     | Long Jia     | Kateryna Selenych       | Miwa Morikawa      |
| 72 kg     | Ami Ishii    | Schamila Bakbergenowa   | Adéla Hanzlíčková  |
| 72 kg     | Ami Ishii    | Schamila Bakbergenowa   | Kylie Welker       |

## Medaillenspiegel
| Platz  | Land                           | Gold | Silber | Bronze | Gesamt |
| ------ | ------------------------------ | ---- | ------ | ------ | ------ |
| 1      | Japan                          | 4    | 1      | 1      | 6      |
| 2      | Aserbaidschan                  | 3    | –      | –      | 3      |
| 3      | Kasachstan                     | 1    | 2      | –      | 3      |
| –      | Individuelle Neutrale Athleten | 1    | 1      | 4      | 6      |
| 4      | Georgien                       | 1    | 1      | 2      | 4      |
| 5      | Iran                           | 1    | 1      | 1      | 3      |
| 6      | China                          | 1    | 1      | –      | 2      |
| 7      | Frankreich                     | –    | 1      | 1      | 2      |
| 7      | Mongolei                       | –    | 1      | 1      | 2      |
| 7      | Rumänien                       | –    | 1      | 1      | 2      |
| 7      | Türkei                         | –    | 1      | 1      | 2      |
| 11     | Ungarn                         | –    | 1      | –      | 1      |
| 12     | Vereinigte Staaten             | –    | –      | 4      | 4      |
| 13     | Slowakei                       | –    | –      | 2      | 2      |
| 14     | Armenien                       | –    | –      | 1      | 1      |
| 14     | Deutschland                    | –    | –      | 1      | 1      |
| 14     | Indien                         | –    | –      | 1      | 1      |
| 14     | Serbien                        | –    | –      | 1      | 1      |
| 14     | Tadschikistan                  | –    | –      | 1      | 1      |
| 14     | Tschechien                     | –    | –      | 1      | 1      |
| Gesamt | Gesamt                         | 12   | 12     | 24     | 48     |

## Nationenwertung
| Platz | Männer Freistil    | Männer Freistil | Männer, griechisch-römisch | Männer, griechisch-römisch | Frauen, Freistil                  | Frauen, Freistil |
| Platz | Land               | Punkte          | Land                       | Punkte                     | Land                              | Punkte           |
| ----- | ------------------ | --------------- | -------------------------- | -------------------------- | --------------------------------- | ---------------- |
| 1     | Georgien Japan     | 55              | Aserbaidschan              | 85                         | Japan                             | 90               |
| 2     | —                  | —               | Iran                       | 51                         | China                             | 53               |
| 3     | Iran               | 41              | Armenien                   | 35                         | Vereinigte Staaten                | 40               |
| 4     | Vereinigte Staaten | 34              | Georgien                   | 34                         | Mongolei                          | 34               |
| 5     | Kasachstan         | 31              | Kasachstan                 | 28                         | Rumänien                          | 30               |
| 6     | Mongolei           | 31              | Frankreich Ungarn          | 20                         | Indien                            | 29               |
| 7     | Slowakei           | 30              | —                          | —                          | Kasachstan                        | 20               |
| 8     | Türkei             | 20              | China                      | 20                         | Ukraine                           | 20               |
| 9     | Aserbaidschan      | 18              | Türkei                     | 17                         | Deutschland Frankreich Tschechien | 15               |
| 10    | Tadschikistan      | 15              | Rumänien Serbien           | 15                         | —                                 | —                |